# Marc Sprangers
Marc Sprangers (* 1. Juli 1963 in Schoten) ist ein ehemaliger belgischer Radrennfahrer und nationaler Meister im Radsport.

## Sportliche Laufbahn
Sprangers war im Bahnradsport und im Straßenradsport aktiv. Im Bahnradsport holte er den nationalen Titel in der Mannschaftsverfolgung (mit Frank Verleyen, Guido Van Meel und Luc De Meulenaere) 1983. Auf der Straße gewann er als Amateur 1983 eine Etappe in der Ronde van de Kempen, 1985 in der Tour de Normandie. 1984 siegte er im Rennen Omloop der Vlaamse Gewesten und im Omloop Het Volk in der Amateurklasse. Im Rennen Schaal Sels wurde er Zweiter.
Von 1986 bis 1991 war er Berufsfahrer. 1989 gewann er den Gullegem Koerse, 1990 den Grote Prijs Eugeen Roggeman. Dazu kamen einige Siege in Kriterien. Dritter wurde er 1989 im Grote Prijs Stad Vilvoorde, 1989 im Egmont Cycling Race.